# 灵山湾站
灵山湾站是青岛地铁6号线的地铁车站，位于中华人民共和国山东省青岛市黄岛区滨海大道与辛屯路交叉口，为6号线南端终点站，于2024年4月26日开通。

## 车站结构
灵山湾站位于滨海大道与辛屯路交叉口，沿滨海大道设置，呈东西走向，为地下三层岛式站台车站，车站长440米，车站地下一层为站厅层，地下二层为设备层，地下三层为站台层，站台设置全高站台门。车站西侧设有两条存车线，供列车折返使用。
| 地面              | 出入口 | A、B、C、D出入口                                                                        |
| 地下一层          | 站厅   | 客服中心、自动售票机、验票机                                                            |
| 地下二层          | 设备   | 车站设备                                                                                |
| 地下三层          | 站台   | \| \| \| 6号线落客 \| \| 島式 · 開左邊车门 \| \| \| \| \| \| 6号线往横云山路（辛屯） \| |
|                   |        | 6号线落客                                                                               |
| 島式 · 開左邊车门 |        |                                                                                         |
|                   |        | 6号线往横云山路（辛屯）                                                                 |

## 出入口
灵山湾站共设4个出入口，各出口及周围设施如下所示：
| 编号                | 指示                     | 建议前往的目的地             | 图片 |
| ------------------- | ------------------------ | ---------------------------- | ---- |
| A · 出口 · （设有） | 滨海大道(北)，辛屯路(西) |                              |      |
| B · 出口            | 滨海大道(北)，辛屯路(东) |                              |      |
| C · 出口            | 滨海大道(南)             | 青岛西海岸新区二十一世纪学校 |      |
| D · 出口            | 滨海大道(南)，辛屯路(西) |                              |      |
| 图例： 设有         |                          |                              |      |

## 接驳交通

### 公交车
- 海信灵山湾·天玺：K1路，黄岛302路，黄岛303路，黄岛306路，黄岛307路，黄岛308路，黄岛37路，黄岛37路定时快车，黄岛K21路，黄岛K23路

## 车站历史
本站工程名为辛屯路站，正式站名为灵山湾站，以车站所处的灵山湾社区命名，本站开通后，原辛屯（灵山湾）站更名为辛屯站。
- 2021年12月30日，车站主体结构封顶[2]。
- 2024年4月26日，车站随6号线一期通车开通[1]。